# Phacelocyathus
Phacelocyathus is een geslacht van neteldieren uit de klasse van de Anthozoa (bloemdieren).

## Soort
- Phacelocyathus flos (Pourtalès, 1878)